# Konstantin Bziawa
Konstantin Pawłowicz Bziawa (ros. Константин Павлович Бзиава; gruz. კონსტანტინე პავლეს ძე ბზიავა, Konstantine Pawles dze Bziawa; ur. 1905 w Kodori w guberni kutaiskiej, zm. 1972) – generał major, zastępca ministra spraw wewnętrznych Gruzińskiej SRR (1951–1952).

## Życiorys
1926 ukończył Zakaukaski Uniwersytet Komunistyczny, od 1927 w OGPU, od 1928 w WKP(b). Od 7 maja 1943 do 1946 ludowy komisarz spraw wewnętrznych Kabardo-Bałkarskiej ASRR, komisarz bezpieczeństwa państwowego, od 9 lipca 1945 generał major. 1951–1952 zastępca ministra spraw wewnętrznych Gruzińskiej SRR. 18 maja 1952 aresztowany, 10 kwietnia 1953 zwolniony z aresztu.

## Odznaczenia
- Order Czerwonego Sztandaru (trzykrotnie, w tym 20 września 1943, 6 sierpnia 1949)
- Order Wojny Ojczyźnianej I klasy (24 sierpnia 1949)
- Order Czerwonej Gwiazdy (czterokrotnie – 22 lipca 1937, 1 kwietnia 1943, 3 listopada 1944 i 15 maja 1945)
- Medal za Zwycięstwo nad Niemcami w Wielkiej Wojnie Ojczyźnianej 1941–1945
- Odznaka „Zasłużony Funkcjonariusz NKWD” (19 grudnia 1942)